# Maccabi Haifa (Basketball)
Maccabi Haifa B.C. ist ein israelischer Basketballverein aus Haifa. Der Klub ist Teil des Sportvereins Maccabi Haifa, dessen Fußballverein das Aushängeschild ist.

## Geschichte
Der Verein wurde 1953 gegründet und ist damit einer der Ältesten im 1948 gegründeten Israel. Maccabi ist Gründungsmitglied der ersten Liga, der Ligat ha’Al. Der Klub tat sich in der Liga von Beginn an schwer, gegen die Konkurrenz aus Holon, den Stadtrivalen Hapoel und den beiden Teams aus Tel Aviv. Die Mannschaft war im Kampf um den Titel chancenlos.
1971 und 1985 verlor Maccabi jeweils das israelische Pokalfinale gegen Serienmeister Maccabi Tel Aviv.
Das sportliche Niveau nahm bei Maccabi in den 1990er Jahren stetig ab. 1993 stieg der Klub ab, zwei Jahre später war man in der dritten Liga angekommen. Im Jahr 1999 feierte man die Rückkehr in die Ligat ha’Al. Nach anfänglich guten Leistungen und diversen Play-off-Teilnahmen folgten Abstiege und Wiederaufstiege. 2008 stieg Maccabi letztmals auf und spielt seitdem in der ersten Liga.
2009 und 2013 verlor der Klub erneut zwei Finalspiele im Pokalwettbewerb. Stattdessen gewann man aber 2013 das Meisterschaftsendspiel gegen Maccabi Tel Aviv.

## Halle
Der Verein trägt seine Heimspiele in der 5.000 Plätze umfassenden Romema Arena aus.

## Erfolge
- Israelischer Meister 2013
- Israelischer Vizemeister 2009
- 4× Israelischer Pokalfinalist

## Bekannte Spieler
| - / David Blatt 1981–1984 - Tomer Steinhauer 1984–1991, 2002/03 - Doron Shefa 1985–1989 - Bernard Thompson 1990/91 - Kārlis Muižnieks 1993/94 - Meir Tapiro 1998–2000 - Amir Muchtary 1999–2002 - Corey Gaines 2000–2003 - Spencer Dunkley 2002/03 - Demetrius Alexander 2003 - Aubrey Reese 2004/05 | - Deon Thomas 2007/08 - Doron Perkins 2008/09 - Bjorn Aubre McKie 2008/09 - Davon Jefferson 2008–2010 - Moshe Mizrahi 2008–2010 - Dror Hagag 2009/10 - Jeremy Tyler 2009/10 - Mamadou N’Diaye 2010 - Larry O’Bannon 2010 - Franklin M. Robinson 2010/11 - / Boris Rothbart 2010/11 | - Elishay Kadir 2010/11 - / Sylven Landesberg 2010–2012 - Sean Williams 2011 - Qyntel Woods 2011 - Jermaine Jackson 2011/12 - / Cory Carr seit 2012 - Ido Kozikaro seit 2012 - James D. Thomas seit 2012 - Donta Smith seit 2012 - / Pat Calathes seit 2012 - Gal Mekel seit 2012 |